# تفسیر سورآبادی
تفسیر سورآبادی معروف به تفسیر التفاسیر تفسیری از قرآن و حاصل کار ابوبکر عتیق نیشابوری در قرن پنجم هجری است.

## مولف
از زمان تولد مولف و جزئیات زندگی اش اطلاعاتی موجود نیست. مشخص نیست که اصالت او از کجا می باشد. روستا یا محلی بنام سورآباد در منابع نیامده است. یاقوت حموی وی را از روستای سوریان در نیشابور، علی فاضل وی را از روستای زورآباد در تربت جام و احمد بهمنیار او را از روستای شوذبان در هرات دانسته است. 
صریفینی سورآبادی را عابد و مجتهد و فاضل خوانده و گفته در صفر ۴۹۴ قمری فوت کرده است.

## نگارش
تفسیر سورآبادی با تشکر از خداوند و نعمت پیامبر شروع می شود و سپس در مقدمه اش علت نگارش تفسیر به زبان فارسی را شرح می دهد و اینکه به کدامیک از روایان اعتماد دارد. مفسر در تفسیر هر سوره ابتدا عنوان، تعاد ایات و کلمات و حروف و محل نزول و فضیلت قرائت آن را بیان میکند. همچنین در تفسیرش اخبار، روایات، اقوال مفسران و روایان اشعار و قصص قرانی را به مناسبت ذکر میکند. 

## ویژگی ها
این تفسیر شامل ترجمه تمامی آیات و شأن نزول آن‌ها و عمدتاً بر روایات عبدالله بن عباس پسر عموی پیامبر اسلام بنا شده‌است. اهمیت این تفسیر از لحاظ نثر ساده و روانِ آن است و می‌توان گفت از بهترین نمونه‌های نثر فارسی قرن پنجم است.
نثر این تفسیر از نظر طرز انشا و جمله‌بندی کوتاه و کلمات پاکیزه پارسی، نثری پالوده است، به خوبی نثر ترجمه تفسیر طبری.

## دیدگاه‌ها
سورآبادی در مواردی به ابیات و سخنانی از علی، حسین بن علی، جعفر صادق و علی بن موسی الرضا اشاره نموده و احادیثی از محمد در بارۀ فضل اهل بیت و دوستی علی و نهی از دشمنی با او نقل کرده‌ است. او در ذیل آیه تطهیر نیز روایاتی آورده که بر مبنای آن مراد از اهل بیت محمد، علی، فاطمه و حسن و حسین هستند. او همچنین در بخشی از تفسیر به ذکر فضائل ابوبکر، عمر، عثمان و علی پرداخته است.

## نسخه ها و چاپ
کهن‌ترین نسخه‌های این تفسیر عبارتند از نسخه دیوان هند، نسخه کتابخانه بریتانیا و نسخه بورسه ترکیه. نسخه دیوان هند که با همت و تصحیح علی‌اکبر سعیدی سیرجانی تهیه شد، هشت سال پس از مرگ مصحح در سال ۱۳۸۱ مجوز چاپ گرفت و منتشر گردید.